# باتلفليد 1943
باتلفيلد 1943 (بالإنجليزية: Battlefield 1943)‏، هي لعبة إلكترونية من نوع الحرب، أنتجت من قبل شركة إلكترونيك آرتس سنة 2009، وتعمل لدى أنظمة بلاي ستيشن 3 وإكس بوكس 360، وتدور اللعبة حول حرب المحيط الهادي بين البحرية الأمريكية وبين الإمبراطورية اليابانية.

## وصلات خارجية
- باتلفليد 1943 على موقع IMDb (الإنجليزية)
- الموقع الرسمي